# Cosmoledo
Cosmoledo, quelquefois écrit Cosmolède, est un atoll inhabité des Seychelles dans l'océan Indien. Il constitue un important lieu de nidification pour plusieurs espèces d'oiseaux et notamment de sterne fuligineuse, dont c'est la plus grande colonie des Seychelles, ainsi que de fous. L'atoll forme avec l'île Astove le groupe Cosmoledo. Avec Aldabra et l'île de l'Assomption, il forme le groupe d'Aldabra.

## Géographie

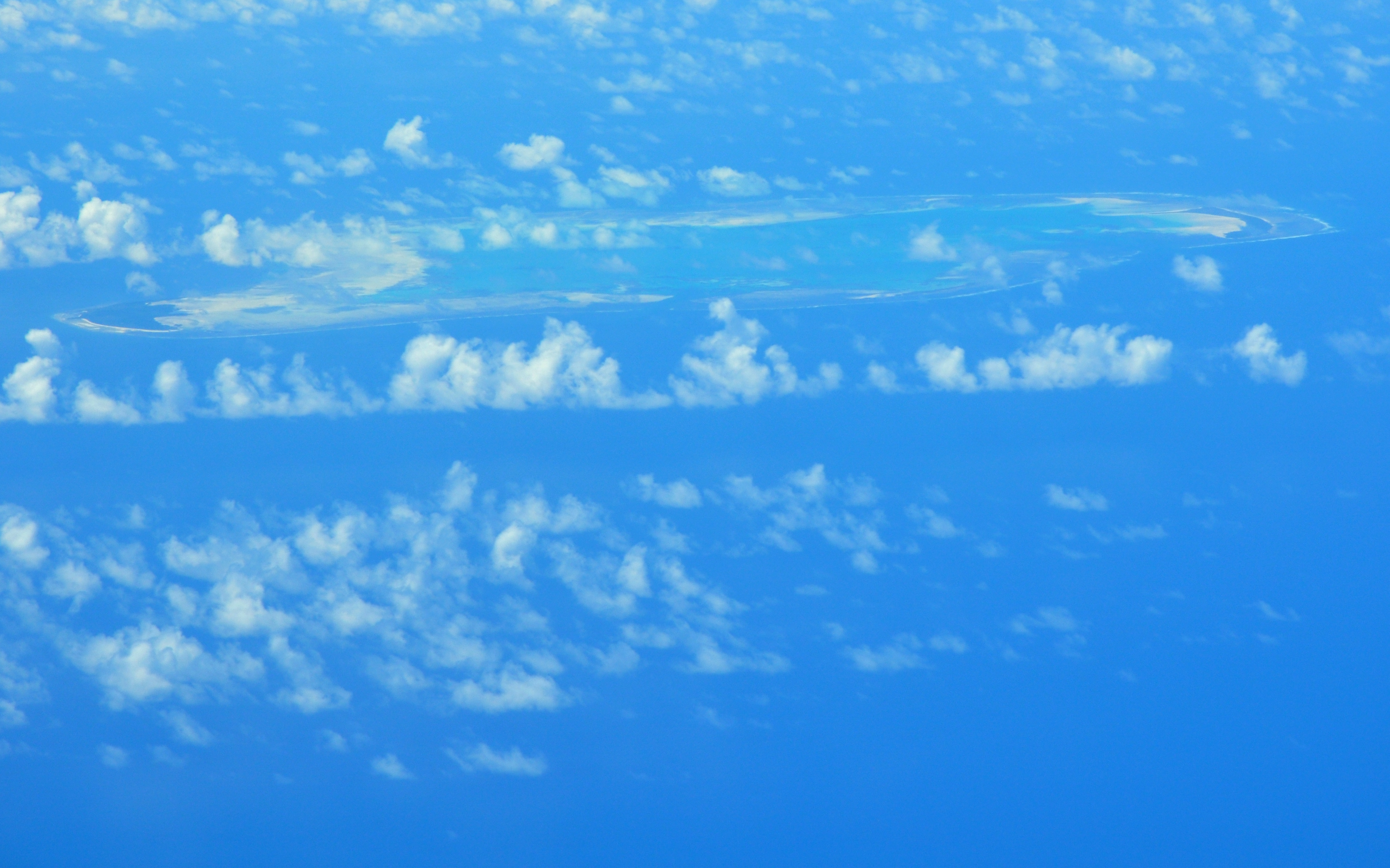
Cosmoledo vue d'avion

### Toponymie
L'île doit son nom à António Gonçalves Cosme Ledo qui s'embarqua pour l'Inde en 1507 en tant que pilote de la caraque Flor de la Mar, de João da Nova.
Les îles Menai et Wizard ont été nommés en référence aux 2 navires qui ont exploré l'atoll lors de l'expédition de l'amiral Fairfax Moresby (en) en 1822.

### Localisation
Cosmoledo est situé dans le Sud-Ouest des Seychelles et des îles Extérieures. L'atoll forme le groupe d'Aldabra avec l'île Astove située à 38 kilomètres en direction du sud-sud-est, de l'île de l'Assomption vers l'ouest et d'Aldabra vers l'ouest-nord-ouest. Cosmoledo et l'île Astove sont parfois connues sous le nom de groupe Cosmoledo, en anglais Cosmoledo Group.

### Topographie
Cosmoledo est un atoll mesurant 14,5 kilomètres de longueur d'est en ouest et 11,5 kilomètres de largeur du nord au sud. La superficie des terres émergées est de 5,2 km2 tandis que celle de la totalité de l'atoll, lagon inclus, est de 152 km2. Le récif corallien qui délimite le lagon est ouvert vers la pleine mer par deux passes dans sa partie méridionale. Il supporte 26 îles et îlots  dont 17 sont comptabilisées au titre des 115 îles seychelloises, les 2 plus grandes étant l'Île Menai (de) dans l'ouest et la Grande île (de) (Wizard) dans l'est. Un ancien campement comportant un cimetière se trouve sur l'île Menai.
| Nom                                | Superficie (km2) |
| ---------------------------------- | ---------------- |
| Île Baleine                        | 0,01             |
| Île Chauve souris                  | 0,01             |
| Îles Goélettes Nord et Sud         | 0,03             |
| Île aux Macaques                   | 0,005            |
| Îles aux Rats Est et Ouest         | 0,002            |
| Île Menai (de) (Île Coco)          | 2,3              |
| Île du Sud-Ouest (South)           | 0,42             |
| Île la Croix                       | 0,002            |
| Île du Nord-Est                    | 0,06             |
| Île du Nord (West North)           | 0,12             |
| Île du centre-Nord (central North) | 0,005            |
| Îlet Observation                   | 0,005            |
| Île Pagode                         | 0,05             |
| Île Grand Polyte                   | 0,28             |
| Île Petit Polyte                   | 0,017            |
| Île Moustiques                     | 0,02             |
| Petit Astove                       | 0,002            |
| Île du Trou                        | 0,003            |
| Grande île (de) (Wizard)           | 1,6              |
| Autres îlots (4)                   | 0,01             |
| Cosmoledo                          | 5,13             |

### Faune et flore
L'atoll de Cosmoledo est surnommé de Galápagos de l'océan Indien, à cause de la beauté des fonds marins qui attirent les plongeurs les plus expérimentés. Il constitue un important lieu de nidification pour trois espèces de fous. Il s'agit notamment du fou brun dont la colonie essentiellement présente sur l'île du Sud-Ouest est la dernière à être viable et du fou à pieds rouges dont la colonie constitue la plus importante de l'océan Indien avec 15 000 couples. L'atoll constitue la plus grande colonie des Seychelles de sterne fuligineuse qui nidifient principalement à l'extrémité Nord de l'île Wizard et la seconde plus grande colonie des Seychelles de phaéton à brins rouges, sterne diamant et sterne huppée. La frégate du Pacifique nidifient aussi à Cosmoledo mais sa population est faible avec dix à vingt couples contre des centaines dans les années 1970. La frégate ariel ne nidifie plus dans l'atoll. Néanmoins, des individus de ces deux espèces vraisemblablement basés à Aldabra et qui ne nidifient pas à Cosmoledo y sont occasionnellement présents.
Le lagon de Cosmoledo constitue un important lieu de repos pour des espèces d'échassiers migrateurs dont les plus importantes sont le drome ardéole et le tournepierre à collier. Des espèces d'oiseaux terrestres se rencontrent aussi à Cosmoledo comme le passereau Cisticola cherina, quelques individus de corbeau pie et dont trois sont endémiques : une espèce de zosterops, une espèce de souimanga et une espèce de pigeon peint.
L'Island Conservation Society, une organisation non gouvernementale des Seychelles, intervient à Cosmoledo pour sa réhabilitation et notamment l'éradication des rats et des chats qui y ont été introduits et sont considérés comme invasifs.
L'île a été reconnue zone importante pour la conservation des oiseaux.

## Histoire
En 1874, suite à un naufrage, des marins se réfugient sur l'atoll qui était déjà connu des pêcheurs et des baleiniers, mais la première occupation pérenne date des années 1880. La pêche restera l'activité principale jusqu'au début des années 1900, quand débuta l'exploitation du guano et le séchage de l'écorce des arbres de mangrove. 
Vers 1960, une pêcherie s'installa pour pratiquer l'élevage des tortues et la salaison de chair de poissons et tortues. Ces activités cessèrent en 1992 et le village fut abandonné. Depuis 2018, un écolodge temporaire a vu le jour sur la Grande Île, attirant les amateurs de pêche à la mouche ou de nature.